# Équipe d'Argentine de rugby à XV à la Coupe du monde 2003
L'équipe d'Argentine a terminé troisième de sa poule et n'a pas participé à la phase finale de la Coupe du monde de rugby 2003. Elle a terminé derrière l'équipe d'Australie et l'équipe d'Irlande. Elle a perdu le match décisif 16-15 contre l'Irlande. 

## Résultats
4 matchs, 2 victoires, 2 défaites.
140 points marqués (18 essais dont 13 transformés, 6 pénalités, 2 drop), 57 points encaissés.

### Poule A
- 10 octobre : Australie 24 - 8 Argentine[1]
- 14 octobre : Argentine 67 - 14 Namibie
- 22 octobre : Argentine 50 - 3 Roumanie [2]
- 26 octobre : Irlande 16 - 15 Argentine

L'Argentine termine troisième de son groupe et est éliminée.

### Meilleurs marqueurs d'essais
- Pablo Bouza, Martín Gaitán : 4 essais

### Meilleur réalisateur
- Gonzalo Quesada : 33 points

## Composition
Les joueurs suivants ont joué pendant cette coupe du monde 2003.
- Première ligne
  - Roberto Grau (2 matchs, 2 comme titulaire)
  - Omar Hasan (2 matchs, 1 comme titulaire)
  - Mario Ledesma (3 matchs, 2 comme titulaire)
  - Federico Mendez (2 matchs, 2 comme titulaire, 1 essai)
  - Mauricio Reggiardo (3 matchs, 2 comme titulaire)
  - Rodrigo Roncero (2 matchs, 1 comme titulaire)
  - Martín Scelzo (3 matchs, 2 comme titulaire)

- Deuxième ligne
  - Patricio Albacete (2 matchs, 2 comme titulaire)
  - Rimas Álvarez Kairelis (2 matchs, 2 comme titulaire)
  - Pedro Sporleder (2 matchs, 2 comme titulaire)
  - Ignacio Fernández Lobbe (3 matchs, 2 comme titulaire)

- Troisième ligne
  - Pablo Bouza (2 matchs, 2 comme titulaire, 4 essais)
  - Martin Durand (3 matchs, 2 comme titulaire)
  - Gonzalo Longo (2 matchs, 2 comme titulaire)
  - Rolando Martin (3 matchs, 2 comme titulaire)
  - Lucas Ostiglia (2 matchs, 2 comme titulaire)
  - Santiago Phelan (2 matchs, 2 comme titulaire)

- Demi de mêlée
  - Nicolas Fernández Miranda (2 matchs, 1 comme titulaire, 2 essais)
  - Agustín Pichot (3 matchs, 2 comme titulaire)

- Demi d’ouverture
  - Juan de la Cruz Fernandez Miranda (2 matchs, 2 comme titulaire, 1 essai, 4 transformations, 1 pénalité)
  - Gonzalo Quesada (3 matchs, 2 comme titulaire, 9 transformations, 4 pénalités, 1 drop)

- Trois-quarts centre
  - Felipe Contepomi (3 matchs, 2 comme titulaire, 1 pénalité)
  - Manuel Contepomi (2 matchs, 2 comme titulaire, 1 essai, 1 carton jaune)
  - Martín Gaitán (2 matchs, 2 comme titulaire, 4 essais)
  - Jose Orengo (2 matchs, 2 comme titulaire)

- Trois-quarts aile
  - Diego Albanese (3 matchs, 3 comme titulaire)
  - José María Núñez Piossek (3 matchs, 3 comme titulaire)
  - Hernán Senillosa (2 matchs, 2 comme titulaire)

- Arrière
  - Ignacio Corleto (3 matchs, 2 comme titulaire, 1 essai, 1 drop)
  - Juan Martín Hernández (3 matchs, 2 comme titulaire, 2 essais)